# 亚硫酸氢铵
亚硫酸氢铵是一种无机化合物，化学式{\displaystyle {\rm {\ NH_{4}HSO_{3}}}}。

## 制法
用氨水吸收制酸尾气，得到亚硫酸氢铵溶液。
{\displaystyle {\rm {\ 2NH_{3}\cdot H_{2}O+SO_{2}\rightarrow (NH_{4})_{2}SO_{3}+H_{2}O}}}
{\displaystyle {\rm {\ (NH_{4})_{2}SO_{3}+SO_{2}+H_{2}O\rightarrow 2NH_{4}HSO_{3}}}}

## 性质
亚硫酸氢铵是有二氧化硫气味的黄色固体。它遇酸分解成二氧化硫。

## 用途
亚硫酸氢铵用于红酒的硫化，也是一种防腐剂。